# La Chapelle-Saint-Aubert
Chapelle-Saint-Aubert (bret. Chapel-Sant-Alverzh) – miejscowość i gmina we Francji, w regionie Bretania, w departamencie Ille-et-Vilaine. Nazwa miejscowości pochodzi od imienia św. Adalberta (> Alberta) lub Auberta (ten drugi w tym przypadku mniej prawdopodobny).
Według danych na rok 1990 gminę zamieszkiwało 387 osób, a gęstość zaludnienia wynosiła 40 osób/km² (wśród 1269 gmin Bretanii Chapelle-Saint-Aubert plasuje się na 895. miejscu pod względem liczby ludności, natomiast pod względem powierzchni na miejscu 849.).